# Bestiakh
Bestiakh (en rus: Бестях) és un poble de la república de Sakhà, a Rússia, que el 2018 tenia 154 habitants, pertany al districte de Jigansk.